# Pithecia pithecia
Pithecia pithecia là một loài động vật có vú trong họ Pitheciidae, bộ Linh trưởng. Loài này được Linnaeus mô tả năm 1766.
Loài khỉ này được tìm thấy ở Brazil, Guiana thuộc Pháp, Guyana, Suriname và Venezuela. Loài này sống trong tán tầng dưới của rừng, thức ăn chủ yếu là trái cây, và cũng ăn các loại hạt, hạt, và côn trùng.
Có hai phân loài của khỉ này công nhận: 
- Pithecia pithecia pithecia
- Pithecia pithecia chrysocephala

## Hình ảnh

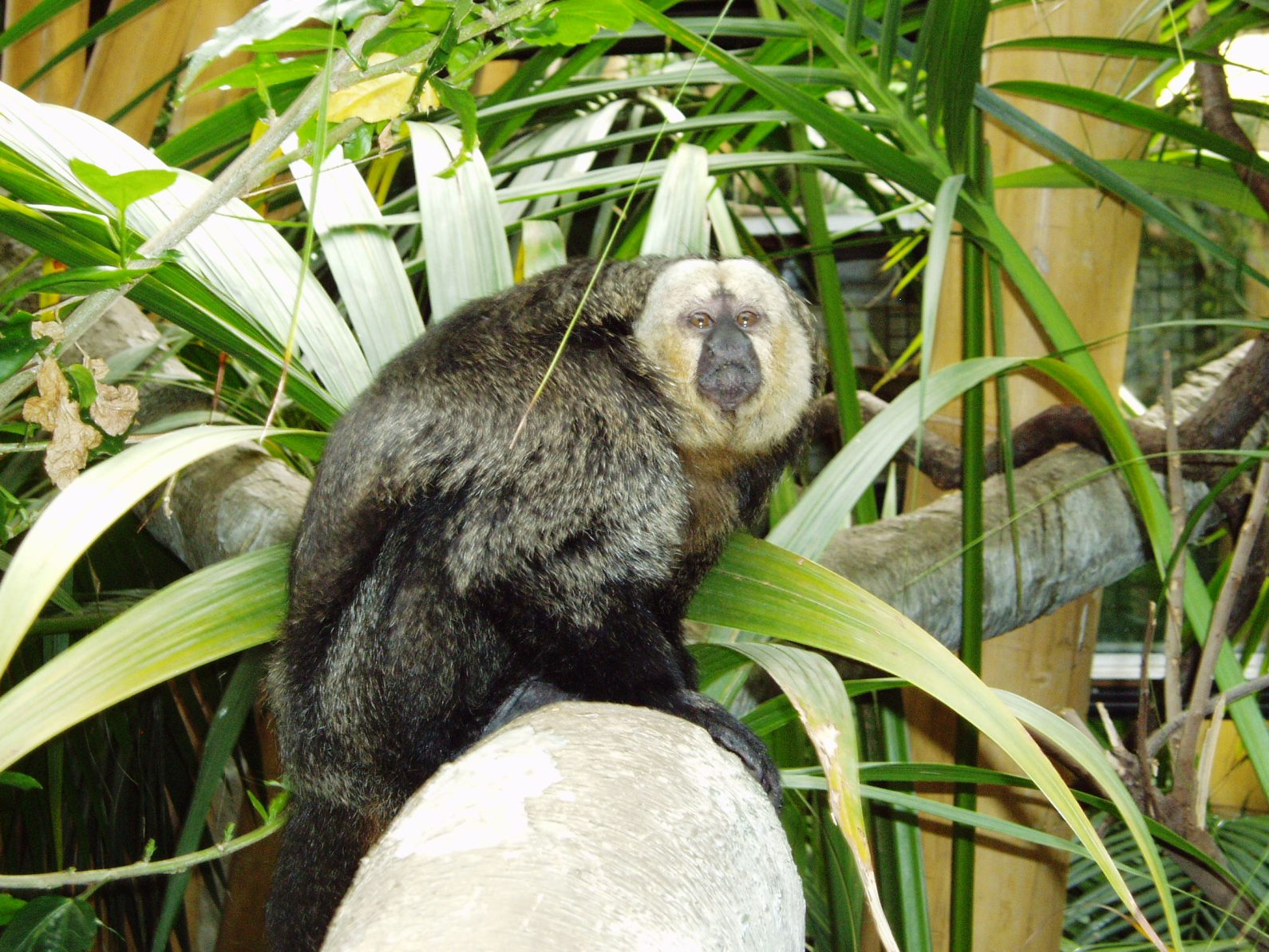
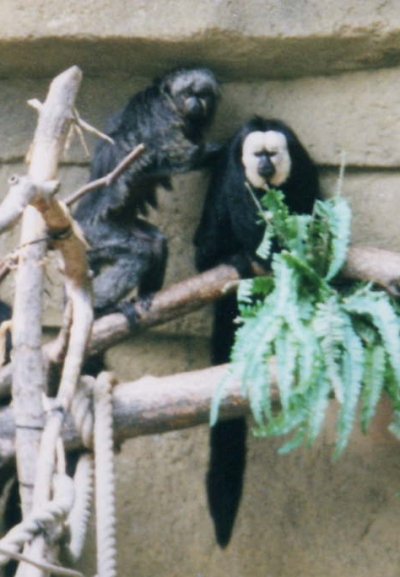
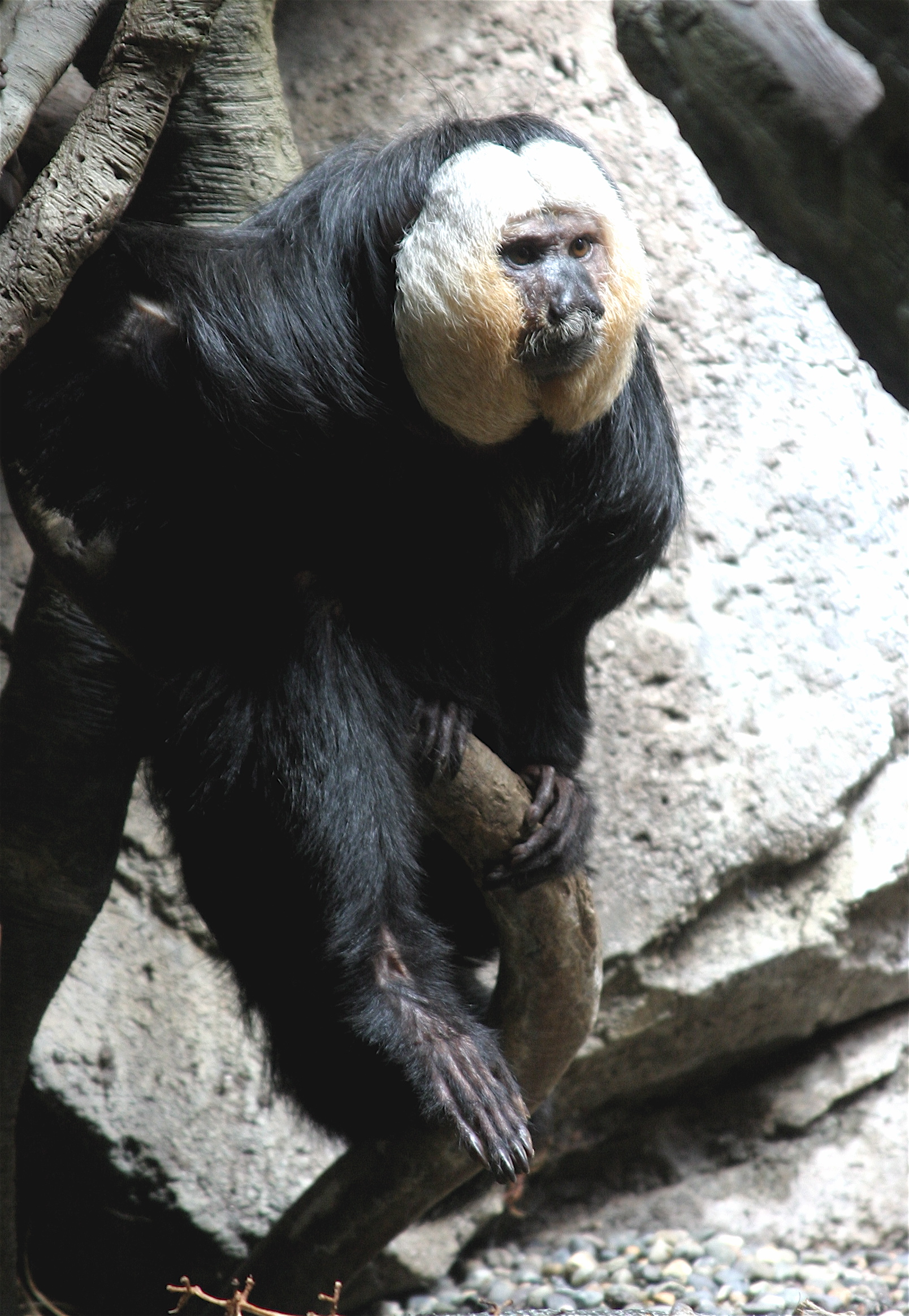
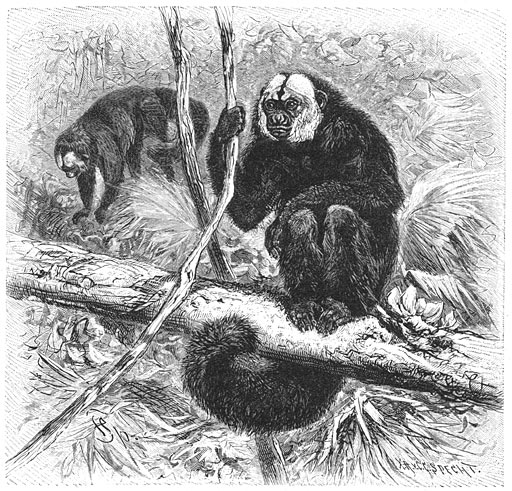